# 新石鱉亞綱
新石鱉亞綱（学名：Neoloricata），舊作新有甲目，是软体动物门多板綱之下的一個亞綱，除了有幾個化石物種以外，其餘物種皆現生種。

## 分類
新石鱉亞綱原來是新石鳖目，之下有三個亞目。當中的鱗側石鱉亞目獲提升為新石鱉亞綱的一個目，而餘下的兩個亞目則共同組成石鱉目。這三個分類元與其所屬的科分別如下：
- 鳞侧石鳖目（Lepidopleurida）
  - 
    - 鳞侧石鳖科 Leptochitonidae
    - Protochitonidae
    - Hanleyidae
    - Afossochitonidae
- 石鳖目（Chitonida）
  - 石鳖亚目（Chitonina）
    - 薄石鳖科（Ischnochitonidae）
    - 尾裂石鳖科（Schizochitonidae）[3]
    - 石鳖科（Chitonidae）

  - 毛肤石鳖亚目（Acanthochitonina Bergenhayn, 1930）
    - 鬃毛石鱉總科（Mopalioidea Dall, 1889）
    - Superfamily Cryptoplacoidea H. et A. Adams, 1858